# Parantica albata
Parantica albata (tên tiếng Anh Zinken Tiger) là một loài bướm giáp thuộc phân họ Danainae. Đây là loài đặc hữu của Indonesia.